# Кэрролл, Ноэль
Ноэль Кэрролл (англ. Noël Carroll; род. 25 декабря 1947, Фар-Рокавей, Нью-Йорк, США) — американский философ, искусствовед, теоретик кино.

## Биография
Родился 25 декабря 1947 года в Фар-Рокуэй, Куинс, в Нью-Йорке. Начальное образование получил в католической школе, впоследствии, поступив в Университет Хофстра в Нью-Йорке, начал публиковать в газете факультета Hofstra Chronicle свои работы посвященные кино, театру и искусству. Вместе с редактором газеты Ричардом Косзарски основал киноклуб. В 1970 году в Питсбурге Кэрролл получил степень магистра философии в Питтсбургском университете. По признанию самого Кэррола это время было не лучшим для занятия философией и он полагал, что возможности найти интересную работу в области кино было больше.
«Чем больше я занимался исследованиями кино, тем глубже я осознавал, что я не Годар. Я начал подозрительно относиться к „философствованию через фильмы“, потому что мне казалось, что многие люди используют фильмы как возможность говорить о том, что их интересует больше. Я воспринимаю структурализм и марксизм в качестве примеров такого отношения. Фильмы становятся средствами для того, чтобы резюмировать различные философские или социологические позиции, которые нравятся этим людям».
В 1970 году Кэрролл поступил в магистратуру по киноведению в Нью-Йоркском университете, которую успешно окончил в 1974 году. В это время он в основном занимался «описательной критикой», которая была связана с феноменологией, но акцент в ней сделан на опыте индивидуального восприятия самого фильма. Кэрролл выступил против «теории авторского кино», которую популяризировал в США Эндрю Саррис. В 1976 году Кэрролл стал ассистент-профессором Нью-Йоркского университета и был приглашён третьим редактором журнала «Millennium Film Journal», вместе с Вики Петерсон и Дж. Дэвидом Шапиро.
С 2012 года он является профессором философии в Центре послевузовского образования Городского университета Нью-Йорка.
Кэрролл является представителем когнитивистского направлении в теории кино, в разное время он работал не только критиком и редактором, но и сценаристом документальных фильмов.

## Основные сочинения
Наиболее известной и влиятельной работой Кэрролла является книга «Философия ужаса, или Парадоксы сердца», которая была издана в 1990 году. На русский язык эта книга до сих пор не переведена. Как было отмечено в книге, Кэрролл написал «Парадоксы сердца», чтобы убедить родителей, что его пожизненное очарование ужасной фантастикой не было пустой тратой времени. «Философия ужаса является аргументом в пользу когнитивизма, а также косвенным аргументом против психоаналитической теории кино. Вероятно, самое лучшее что можно сделать для психоанализа в любом жанре в кино — это ужас». В «Философии ужаса» развивается общая теория ужаса, которая не требует психоаналитических концепций.
Другая важная книга Кэрролла — «Мистические фильмы», изданная в 1988 году, в которой автор критикует идеи психоаналитика Жака Лакана, марксистского философа Луи Альтюссера и семиотику Ролана Барта, которому приписывается вдохновляющий отход от того, что Кэрролл описывает как «психомеотический марксизм», который доминировал в киноискусстве и теории кино в американских университетах с 1970-х годов.

## Научные труды

### Монографии
- Philosophical Problems of Classical Film Theory, Princeton, Princeton University Press, 1988.
- Mystifying Movies: Fads and Fallacies in Contemporary Film Theory, New York, Columbia University Press, 1988.
- The Philosophy of Horror, or Paradoxes of the Heart, New York, Routledge, 1990.
- Theorizing The Moving Image, Cambridge, Cambridge University Press, 1996.
- A Philosophy of Mass Art, New York, Oxford University Press, 1998.
- Interpreting The Moving Image, Cambridge, Cambridge University Press, 1998.
- Philosophy of Art: A Contemporary Introduction, New York, Routledge, 1999.
- Beyond Aesthetics: Philosophical Essays, Cambridge, Cambridge University Press, 2001.
- Engaging The Moving Image, New Haven, Yale University Press, 2003.
- Comedy Incarnate: Buster Keaton, Physical Humor and Bodily Coping, Malden, Blackwell Publishing, 2007.
- The Philosophy of Motion Pictures, Malden, Blackwell Publishing, 2008.
- On Criticism, London, Routledge, 2009.
- Art in Three Dimensions, Oxford, Oxford University Press, 2010.
- Living in an Artworld, Louisville, Evanston Publishing, in press.
- Arthur Danto’s Philosophy of Art: Essays, New York, Columbia University Press, accepted and under revision.
- Humour: A Very Short Introduction, Oxford, Oxford University Press, 2014.

## Сценарист
- «Film as Collage» Film and Video Review, WNET, aired 1982, Robin Leventhal, продюсер.
- «Dancing with the Camera» (при участии Sally Banes), Film and Video Review, WNET, aired 1982, Linda Romano, продюсер.
- «Sexual Poetics: New Films by Women» Film and Video Review, WNET, aired 1983, Robin Leventhal, продюсер.
- «Film as Play» Film and Video Review, WNET, aired 1983, Robin Leventhal, продюсер.
- «The Last Conversation: Eisenstein’s Carmen Ballet» 1998, Sally Banes, продюсер.